# NGC 1495
NGC 1495 ist eine Spiralgalaxie vom Hubble-Typ Sc im Sternbild Pendeluhr am Südsternhimmel, die schätzungsweise 51 Millionen Lichtjahre von der Milchstraße entfernt ist. 
Das Objekt wurde von dem Astronomen John Herschel am 24. Oktober 1835 mit seinem 47,5-cm-Spiegelteleskop entdeckt.